# Anastasía Kostáki
Anastasía Kostáki (en grec moderne : Αναστασία Κωστάκη), née le 26 mars 1978 à Athènes, est une joueuse grecque de basket-ball, évoluant au poste de meneuse.

## Club

### Europe
| Saisons   | Équipe                     | Pays      |
| 1997-1999 | Akademias                  | Grèce     |
| 1999-2002 | Astír Exarchíon            | Grèce     |
| 2002-2003 | Cavigal Nice Sports Basket | France    |
| 2003-2004 | Delta Alessandria          | Italie    |
| 2004-2005 | ASD Basket Parme           | Italie    |
| 2005-2006 | Pays d'Aix Basket 13       | France    |
| 2006      | CSKA Samara                | Russie    |
| 2006-2007 | Dynamo Région de Moscou    | Russie    |
| 2007-2008 | Kosit 2013 Košice          | Slovaquie |
| 2008      | Pays d'Aix Basket 13       | France    |
| 2008-2009 | Panathinaïkós Athènes      | Grèce     |
| 2009-2010 | Kosit 2013 Košice          | Slovaquie |
| 2010-2011 | Reyer Venezia              | Italie    |

### Ligues d’été
- 2006 :  Comets de Houston (WNBA)

## Palmarès

### Sélection nationale
- Jeux olympiques d'été
  - Participation aux Basket-ball aux Jeux olympiques de 2004 à Athènes
- Championnat d’Europe
  - Participation au championnat d’Europe 2003
  - Participation au championnat d’Europe 2001 en France